# Liste des villes du Koweït

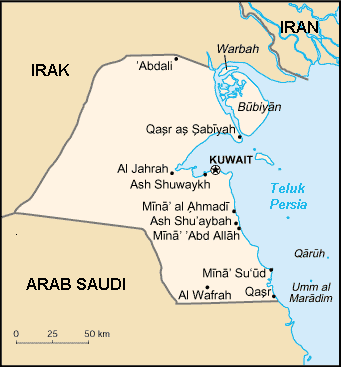
Les villes du Koweït.

Ceci est une liste des villes du Koweït.
- Al Ahmadi : 21 504 hab.(1995)
- Al Farwaniyah :
- Al Jahra : 24 181 (2009)
- Khaitan : 164 353 hab. (2015)
- Al-Kuwait : 151 060 hab. (2008)
- Hawalli : 714 000 hab. (2007)
- Mubarak Al-Kabeer : 210 000 hab. (2007)